# Oscar Hertwig
Oscar Wilhelm August Hertwig, född 21 april 1849 i Friedberg, Hessen, död 25 oktober 1922 i Berlin, var en tysk zoolog och anatom; bror till Richard von Hertwig.

## Biografi
Hertwig, som var lärjunge till Ernst Haeckel,  blev professor 1881 i anatomi vid universitetet i Jena och 1888 i allmän anatomi och embryologi i Berlin. Han var till en början inriktad på jämförande anatomi och embryologi, men publicerade senare arbeten på cellärans område, vilka gjorde honom till en av sin tids främsta biologer. Hans undersökningar och upptäckter rörande bland annat befruktningen, fortplantningen, ärftligheten var grundläggande för mänsklighetens kunskap på dessa områden. Resultaten av sistnämnda forskning är företrädesvis sammanfattade i Die Zelle und die Gewebe (två band, 1892, 1898), Zeit- und Streitfragen der Biologie (två häften, 1894, 1897) och Allgemeine Biologie (1906).
Av Hertwigs övriga arbeten kan nämnas Ueber das Zalmsystem der Amphibien (1875), Vergleich der Ei und Samenbildung bei Nematoden (1890), Über das Hautskelett der Fische (tre delar, 1876-82). Han publicerade även en rad undersökningar på den experimentella morfologins område. Hans lärobok i embryologi, Entwicklungsgeschichte des Menschen und der Wirbeltiere (1886-88; åttonde upplagan i förkortad form Die Elemente der Entwicklungslehre, 1900, andra upplagan 1904), vann mycket stor spridning och översattes till flera språk. Han var redaktör för det stora embryologiska samlingsverket "Handbuch der vergleichenden und experimentellen Entwicklungslehre der Wirbeltiere" (tre band 1901-06) och medredaktör för "Archiv für mikroskopische Anatomie und Entwicklungsgeschichte".
Hertwig blev 1903 ledamot av svenska Vetenskapsakademien och 1916 av Vetenskapssocieteten i Uppsala. Han blev medicine hedersdoktor i Uppsala 1907 och erhöll av Svenska Läkaresällskapet Anders-Retziusmedaljen i guld 1917.